# Tufani, Constanța
Tufani este un sat în comuna Independența din județul Constanța, Dobrogea, România. În trecut s-a numit Karaaci/ Cara Agi/ Karacy. La recensământul din 2002 avea o populație de 398 locuitori.